# Йёнчёпинг
Йёнчёпинг (швед. Jönköping) — город в южной части Швеции, на южной оконечности озера Веттерн. Является административным центром одноименного лена (округа) Йёнчёпинг. Один из крупнейших городов исторической провинции Смоланд.

## История
Магнус I Ладулос основывает Йёнчёпинг в конце XIII века.
Благодаря своему расположению на перекрёстке дорог вдоль рек Ниссан и Лаган, а также дороги между провинциями Эстергётланд и Вестергётланд, город с давних времён является торговым центром. В XIX веке в городе была развита хлеботорговля, находились спичечная и бумажная мануфактура, гавань на озере Веттерн. В восточной части города находится район Хускварна (до 1971 отдельный город), где располагается значительнейшая оружейная и швейно-машинная фабрика Швеции.
10 декабря 1809 г. в Йёнчёпинге был заключён мирный договор между Данией и Швецией, окончивший Датско-шведскую войну (часть Русско-шведской войны 1808—1809).

## Современность

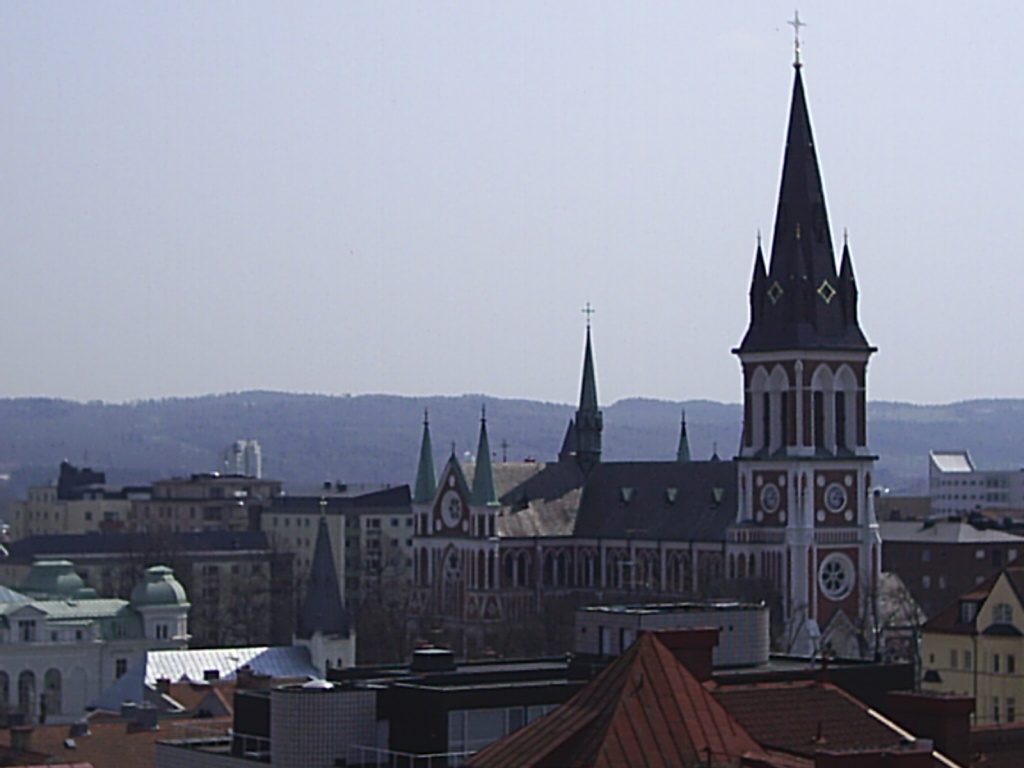

Сегодня Йёнчёпинг включает в себя и расположенный восточнее индустриальный центр Хускварна. Здесь расположены магазины крупнейших компаний, в том числе IKEA и Electrolux.
Йёнчёпинг — это также крупный образовательный центр. Основанный в 1977 году Йёнчёпингский университет занимает первое место в категории «международный вуз» среди всех шведских высших заведений и активно принимает иностранцев, в том числе россиян.
Также в Иёнчёпинге с 1994 года ежегодно проходит один из крупнейших чемпионатов мира по киберспорту (DreamHack).

## Климат
| Показатель                    | Янв. | Фев. | Март | Апр. | Май  | Июнь | Июль | Авг. | Сен. | Окт. | Нояб. | Дек. | Год  |
| ----------------------------- | ---- | ---- | ---- | ---- | ---- | ---- | ---- | ---- | ---- | ---- | ----- | ---- | ---- |
| Средний суточный максимум, °C | 0,0  | 0,7  | 3,9  | 9,2  | 15,5 | 20,0 | 21,1 | 20,1 | 15,6 | 11,0 | 5,3   | 1,7  | 10,3 |
| Средняя температура, °C       | −2,6 | −2,7 | 0,3  | 4,7  | 10,0 | 14,5 | 15,9 | 15,0 | 11,3 | 7,5  | 2,8   | −0,7 | 6,3  |
| Средний суточный минимум, °C  | −5,7 | −6,2 | −3,4 | 0,1  | 4,6  | 8,8  | 10,6 | 9,9  | 7,1  | 4,1  | 0,1   | −3,9 | 2,2  |
| Норма осадков, мм             | 45   | 31   | 36   | 34   | 45   | 51   | 70   | 64   | 70   | 57   | 57    | 50   | 610  |
| Источник: World Climate       |      |      |      |      |      |      |      |      |      |      |       |      |      |

## Образование и наука
В Йёнчёпингском университете (швед: Högskolan i Jönköping) обучается около 12 000 студентов. Это частный университет, который имеет право присуждать докторские и постдокторские степени по некоторым программам. Учреждение состоит из четырех университетов прикладных наук (швед: fackhögskolor), специализирующихся на экономике, инженерии, здравоохранении, коммуникациях и образовании. Экономический факультет в 1994 году стал Международной бизнес-школой Йёнчёпинга (JIBS), пользующейся международной известностью.

## Спорт
В Шведской элитной серии город представляет хоккейный клуб ХВ71.